# Бокас-дель-Торо (город)
Бокас-дель-Торо (исп. Bocas del Toro, англ. Bocas Town) — город, расположенный на территории провинции Бокас-дель-Торо (Панама); административный центр провинции Бокас-дель-Торо и одноимённого округа.

## География
Город Бокас-дель-Торо расположен на северо-западе Панамы, в южной части острова Колон архипелага Бокас-дель-Торо. В западной части города находится международный аэропорт Bocas del Toro «Isla Colón» International Airport, откуда совершаются регулярные рейсы как в столицы Панамы и соседней Коста-Рики, так и на прилегающие к Колону острова архипелага. Сам же Бокас-Таун является крупным туристическим центром с многочисленными отелями, ресторанами и прочими развлекательными центрами. Остров Колон располагает превосходными пляжами белого песка. Климат здесь тропический, жаркий и влажный, с тёплыми дождями.
Связь с соседними островами из города Бокас-дель-Торо осуществляется преимущественно на лодках и водных такси. В самом же городе и на острове Колон имеется развитое автобусное сообщение, при помощи паромов и автобусов можно достичь городов панамского побережья и границы с Коста-Рикой.